# Рут Рендъл
Рут Рендъл (на английски: Ruth Rendell) е британска писателка на бестселъри в жанра трилър и психологически трилър. Пише и под псевдонима Барбара Вайн (на английски: Barbara Vine).

## Биография и творчество
Рут Рендъл, с рожд. име Рут Барбара Грейсеман, е родена на 17 февруари 1930 г. в Южен Ууфорд, Лондон, Англия, дъщеря на учителите Артър и Еба Елиз Грейсман. Майка ѝ е родена в Швеция. Започва да пише на 15-годишна възраст. Завършва гимназията за момичета „Каунти“ в Лутън, Есекс. От 1948 г. до 1952 г. е репортер на вестник „Чигуел Таймс“. Заради някои нейни спорни материали напуска вестника.
През 1950 г. се омъжва за Доналд Джон Рендъл, който ѝ е шеф докато работи във вестника. Развеждат се през 1975 г. и се женят отново през 1977 г. Живеят заедно до смъртта му от рак през 1999 г. Имат син Саймън.
След напускането на вестника Рут започва да пише криминални романи. Завършва два романа, които не са приети от издателите.
През 1964 г. публикува първият си криминален роман „From Doon with Death“ от поредицата за инспектор Уексфорд. Главен инспектор Уексфорд работи в полицията на Лондон. Той е интелигентен и чувствителен човек, неподчинен на клишетата, женен с две дъщери. Той се пенсионира като полицай в 22-рия роман „The Monster in the Box“ от серията, но продължава своите разследвания и в следващите трилъри.
През 1986 г. публикува трилъра „A Dark Adapted Eye“ под псевдонима Барбара Вайн. Тази част от творчеството ѝ е с по психологически оттенък, с изследване на скрити семейни тайни и тяхното отражение върху живота на героите след това.
Рут Рендъл започва своята писателска кариера с криминални сюжети, но еволюира с течение на времето към психологическите трилъри и съспенс мистерии със социален и политически характер. Героите ѝ често са изолирани, страдат от психични заболявания, или по някакъв начин са в неравностойно положение. Чрез романите си авторката изследва промените, които настъпват в психиката на човека под въздействието на страха, насилието и ужаса, както за отрицателните герои, така и за техните жертви.
Нейният колега писателят П.Д.Джеймс казва на нея: „Никой не е изследвал с по-голяма чувствителност и състрадание онези тъмни кътчета на човешката психика. Тя е един от най-забележителните писатели на своето поколение.“
За своето творчество тя е титулувана като „Кралицата на престъпността“ за британската криминална литература. Издавайки по около 1 – 2 книги годишно нейните романи са преведени на 25 езика по целия свят и са отпечатани в над 20 милиона екземпляра.
Много от нейните трилъри са адаптирани за киното и телевизията. Историите за главния инспектор Уексфорд са филмирани в телевизионен сериал от 1987 г. до 2000 г. с участието на известния британски актьор Джордж Бейкър.
Рут Рендъл получава много награди за своите произведения. Има три награди „Едгар“ на Асоциацията на писателите на трилъри на Америка, както и на най-голямата награда „Велик магистър“ през 1997 г. Получила е четири награди „Златна кама“ на Асоциацията на писателите на криминални романи на Великобритания, а през 1991 г. получава наградата „Диамантена кама“ за цялостно творчество. През 1981 г. получава награда и стипендия от Британския художествен съвет за литература. През 1990 г. е наградена от „Sunday Times“ за своите литературни постижения. През 1996 г. е удостоена със званието Кавалер на ордена на Британската империя. През 1997 г. и е присъдено званието „лорд“ и е включена към Камарата на лордовете на Великобритания.
Рендъл подкрепя Лейбъристката партия и е обявена за един от нейните най-големи частни спонсори. Тя защитава жените страдащи от домашно насилие и децата в неравностойно положение. Патрон е на благотворителна организация в подкрепа на децата в Дарфур, Судан.
Рут Рендъл получава тежък инсулт през януари 2015 г. Умира на 2 май 2015 г. в Лондон. 

## Произведения

### Произведения написани като Рут Рендъл

#### Серия „Главен инспектор Уексфорд“ (Chief Inspector Wexford)
1. From Doon with Death (1964)
2. Sins of the Fathers (1967) – издадена още и като A New Lease of Death
3. Вълк на заколение, Wolf to the Slaughter (1967)
4. The Best Man to Die (1969)
5. A Guilty Thing Surprised (1970)
6. No More Dying Then (1971)
7. Murder Being Once Done (1972)
8. Some Lie and Some Die (1973)
9. Shake Hands Forever (1975)
10. A Sleeping Life (1978)
11. Put On By Cunning (1981) Death Notes
12. The Speaker of Mandarin (1983)
13. An Unkindness of Ravens (1985) – номиниран за награда „Едгар“
14. The Veiled One (1988)
15. Kissing the Gunners Daughter (1992)
16. Simisola (1994)
17. Road Rage (1997)
18. Harm Done (1999)
19. The Babes in the Wood (2002)
20. End in Tears (2005)
21. Not in the Flesh (2007)
22. The Monster in the Box (2009)
23. The Vault (2011)
24. No Man's Nightingale (2013)

- Means of Evil: And Other Stories (1979)

#### Самостоятелни романи
- To Fear a Painted Devil (1965)
- Vanity Dies Hard (1965) – издадена още и като In Sickness and in Health
- Потайният дом на смъртта, The Secret House of Death (1968)
- One Across, Two Down (1971)
- Образът на престъплението, The Face of Trespass (1974)
- Демон в моите очи, A Demon in My View (1976) – награда „Златен кинжал“ (Gold Dagger) за най-добър роман
- A Judgement in Stone (1977)
- Make Death Love Me (1979)
- Talking to Strange Men (1980)
- Езерото на мрака, The Lake of Darkness (1980) – награда на „British National Book“
- Господарят на пустошта, Master of the Moor (1982)
- The Killing Doll (1984)
- Дърво от ръце, The Tree of Hands (1984) – номиниран за награда „Едгар“, награда „Сребърен кинжал“
- Live Flesh (1986) – награда „Златен кинжал“ (Gold Dagger) за най-добър роман
- Шаферката, The Bridesmaid (1989)
- Going Wrong (1990)
- The Crocodile Bird (1993)
- The Keys to the Street (1996)
- Thornapple (1998)
- A Sight for Sore Eyes (1998)
- Adam and Eve and Pinch Me (2001)
- The Rottweiler (2003)
- Thirteen Steps Down (2004)
- The Water's Lovely (2006)
- Portobello (2008)
- Tigerlily's Orchids (2010)
- The Saint Zita Society (2012)

#### Новели
- Каменни сърца, Heartstones (1987)
- The Thief (2005)

#### Разкази
- Bribery and Corruption
- The Convolvulus Clock
- Тъмносиньо ухание, A Dark Blue Perfume
- Father's Day
- Fen Hall
- The Green Road to Quephanda
- Hare's House
- The Orchard Walls
- An Outside Interest
- The Whistler
- The Venus Fly Trap (1972)
- Лошо сърце, A Bad Heart (1973)
- The Clinging Woman (1974)
- The Fallen Curtain (1974) – награда „Едгар“ за най-добър разказ
- Almost Human (1975)
- The Double (1975)
- The Fall of a Coin (1975)
- Divided We Stand (1976)
- Хората не правят такива неща, People Don't Do Such things (1976)
- The Vinegar Mother (1976)
- You Can't Be Too Careful (1976)
- A Glowing Future (1977)
- The Haunting of Shawley Rectory (1979)
- The Dreadful Day of Judgment (1982)
- Loopy (1982)
- Новата приятелка, The New Girlfriend (1984) – награда „Едгар“ за най-добър разказ
- For Dear Life (1991)
- Long Live The Queen (1991)
- A Pair Of Yellow Lilies (1993)
- The Astronomical Scarf (1996)
- Computer Seance (1997)
- The Brimstone Wedding Clothes (1998)
- Unacceptable Levels (1998)

#### Документалистика
- Undermining the Central Line (1989) – в съавторство с Колин Уорд
- Ruth Rendell's Suffolk (1992)
- Archie and Archie (2013)

### Произведения написани под псевдонима Барбара Вайн

#### Самостоятелни романи
- A Dark Adapted Eye (1986) – награда „Едгар“ за най-добър роман
- A Fatal Inversion (1987) – награда „Златен кинжал“ за най-добър роман
- The House of Stairs (1988)
- Gallowglass (1990)
- King Solomon's Carpet (1991) – награда „Златен кинжал“ за най-добър роман
- Asta's Book (1993) – издадена още и като Anna's Book
- No Night Is Too Long (1994)
- In the Time of His Prosperity (1995)
- The Brimstone Wedding (1995)
- The Chimney Sweeper's Boy (1998)
- Grasshopper (2000)
- The Blood Doctor (2002)
- The Minotaur (2005)
- The Birthday Present (2008)
- The Childs Child (2012)

### Филмография
- 1976 Diary of the Dead (по романа „One Across, Two Down“)
- 1981-1985 Tales of the Unexpected (ТВ сериал)
- 1986 A Judgment in Stone (по романа „A Judgement in Stone“)
- 1987 – 2000 Ruth Rendell Mysteries (ТВ сериал)
- 1988 Screen Two (ТВ сериал)
- 1988 The Face of Trespass (ТВ филм)
- 1989 Innocent Victim
- 1989 Le masque (ТВ сериал)
- 1991 A Demon in My View (по романа „A Demon in My View“)
- 1992 A Fatal Inversion (ТВ сериал)
- 1993 Gallowglass (ТВ минисериал)
- 1994 A Dark Adapted Eye (ТВ филм)
- 1995 La cérémonie (по романа „A Judgment in Stone“)
- 1997 Live Flesh
- 2001 Alias Betty (по романа „The Tree of Hands“)
- 2003 A Sight for Sore Eyes (по романа „A Sight for Sore Eyes“)
- 2004 Loopy
- 2004 The Bridesmaid
- 2006 No Night Is Too Long (ТВ филм)
- 2012 13 Steps Down (ТВ сериал)

### Книги за Рут Рендъл
- From Agatha Christie to Ruth Rendell (2000) – от Сюзън Роуланд